# سباستيان فرنانديز منديز
سباستيان فرنانديز منديز (بالإسبانية: Sebastián Fernández Méndez)‏ هو نحات إسباني، (و. 1700  م).